# Zöllnitz
Zöllnitz é um município da Alemanha localizado no distrito de Saale-Holzland, estado da Turíngia.
Pertence ao Verwaltungsgemeinschaft de Südliches Saaletal.

## Localização
Zöllnitz situa-se ao sul da cidade kreisfreien Jena. A leste, faz divisa com o município de Laasdorf e a oeste pelo município de Sulza.